# فورد تاروس (چین)
نسل فعلی فورد تاروس یک خودروی فول سایز است که توسط فورد در چین از طریق سرمایه‌گذاری مشترک چانگان فورد برای بازارهای چین و خاورمیانه تولید می‌شود.

## نمای کلی مدل
صادرات خط مدل فورد تاروس چینی که توسط چانگان فورد در تاسیسات هانگژو تولید شد، تا سال ۲۰۲۰ آغاز نشد، زمانی که صادرات شورای همکاری خلیج فارس (خاورمیانه) آغاز شد، جایگزین تاروس تولید آمریکا شد.

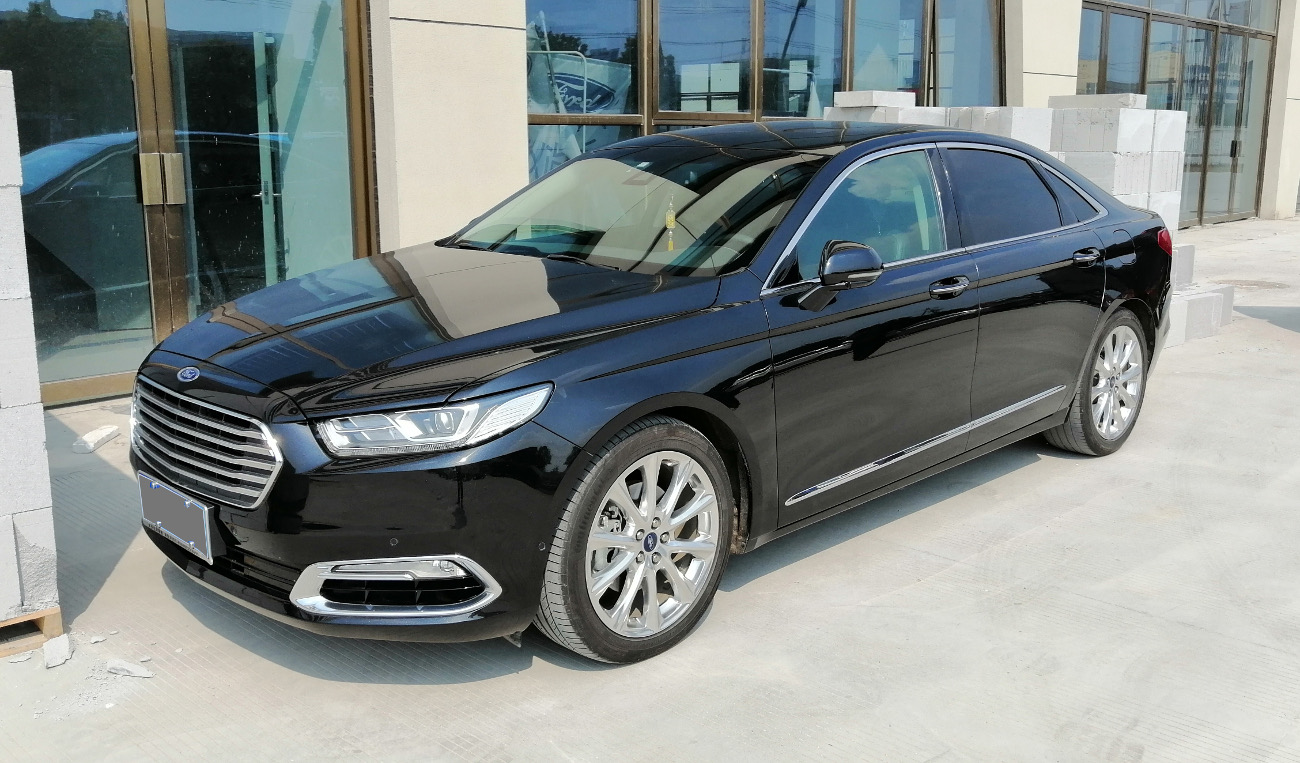
فورد تاروس وی‌آی‌آی (جلو)
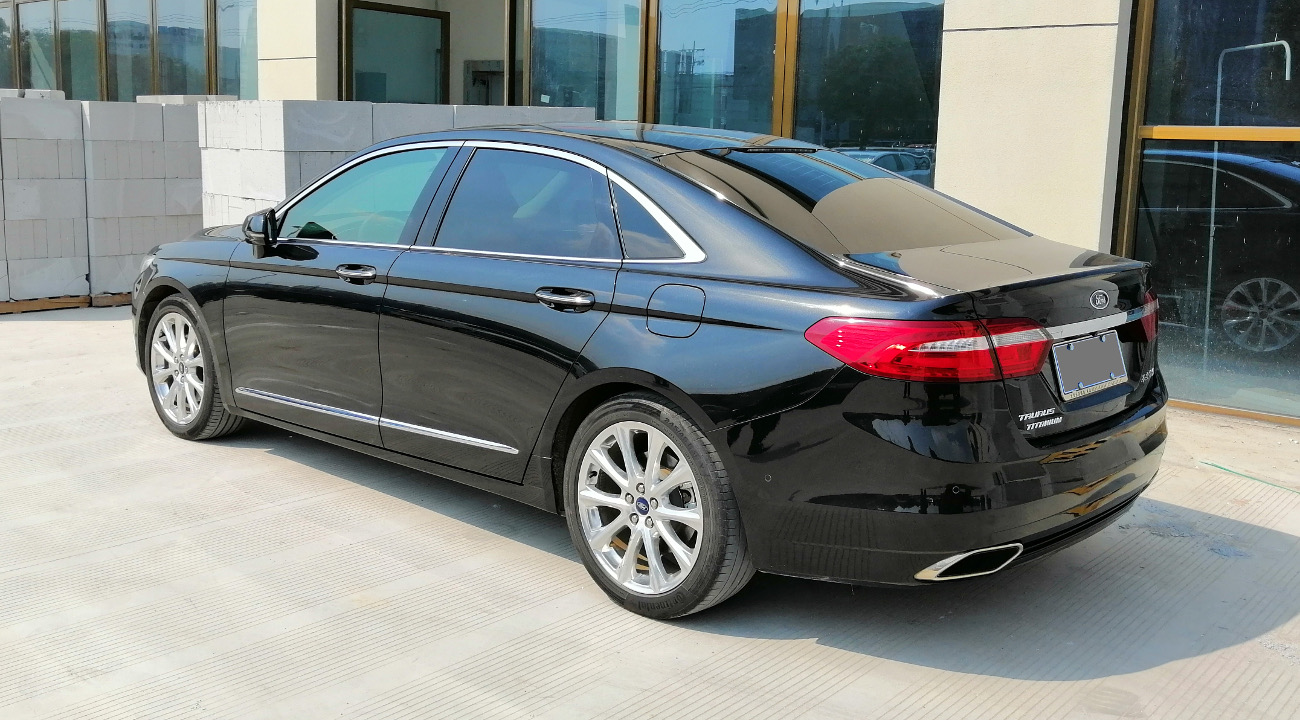
فورد تاروس وی‌آی‌آی (عقب)

چانگان فورد تاروس از پلتفرم فورد سی‌دی۴ مشتق شده‌است درحالی‌که ۳٫۹ اینچ به فاصله محوری فورد فیوژن / فورد موندئو اضافه می‌کند. چانگان فورد تاروس نیز معماری پلتفرم خود را با لینکلن کانتیننتال به اشتراک می‌گذارد و تاروس را به سدان پرچمدار فورد برای بازارهای چین تبدیل می‌کند. در حالی که طرح‌های نمای جلو و عقب مشابه با موندئو را به اشتراک می‌گذاشتند، تاروس با خط سقف عقب رسمی طراحی شده بود.
فورد تاروس یک موتور ۲٫۰ لیتری چهارسیلندر خطی با ۲۴۵ اسب بخار قدرت و ۳۵۰ نیوتن‌متر گشتاور یا یک موتور ۲٫۷ لیتری شش سیلندر (مورد استفاده در فیوژن و لینکلن کانتیننتال). با تولید ۳۲۵ اسب بخار قدرت و ۴۷۵ نیوتن‌متر گشتاور دارد. در سال ۲۰۱۶، یک موتور ۱٫۵ لیتری چهارسیلندر خطی به این دو موتور اضافه شد. تاروی را می‌توان با یک جعبه‌دنده ۶ سرعته خودکار خریداری کرد.

## فیس‌لیفت صورت ۲۰۱۹
یک فیس‌لیفت برای چانگان فورد تاروس در آگوست سال ۲۰۱۹ معرفی شد که دارای طراحی‌های جلو و عقب تغییر یافته و یک پیشرانه جدید با موتور ۲٫۰ لیتری توربو با ۲۴۵ اسب بخار قدرت و ۳۹۰ نیوتن‌متر گشتاور است که به گیربکس ۸ سرعته اتوماتیک متصل شده‌است.

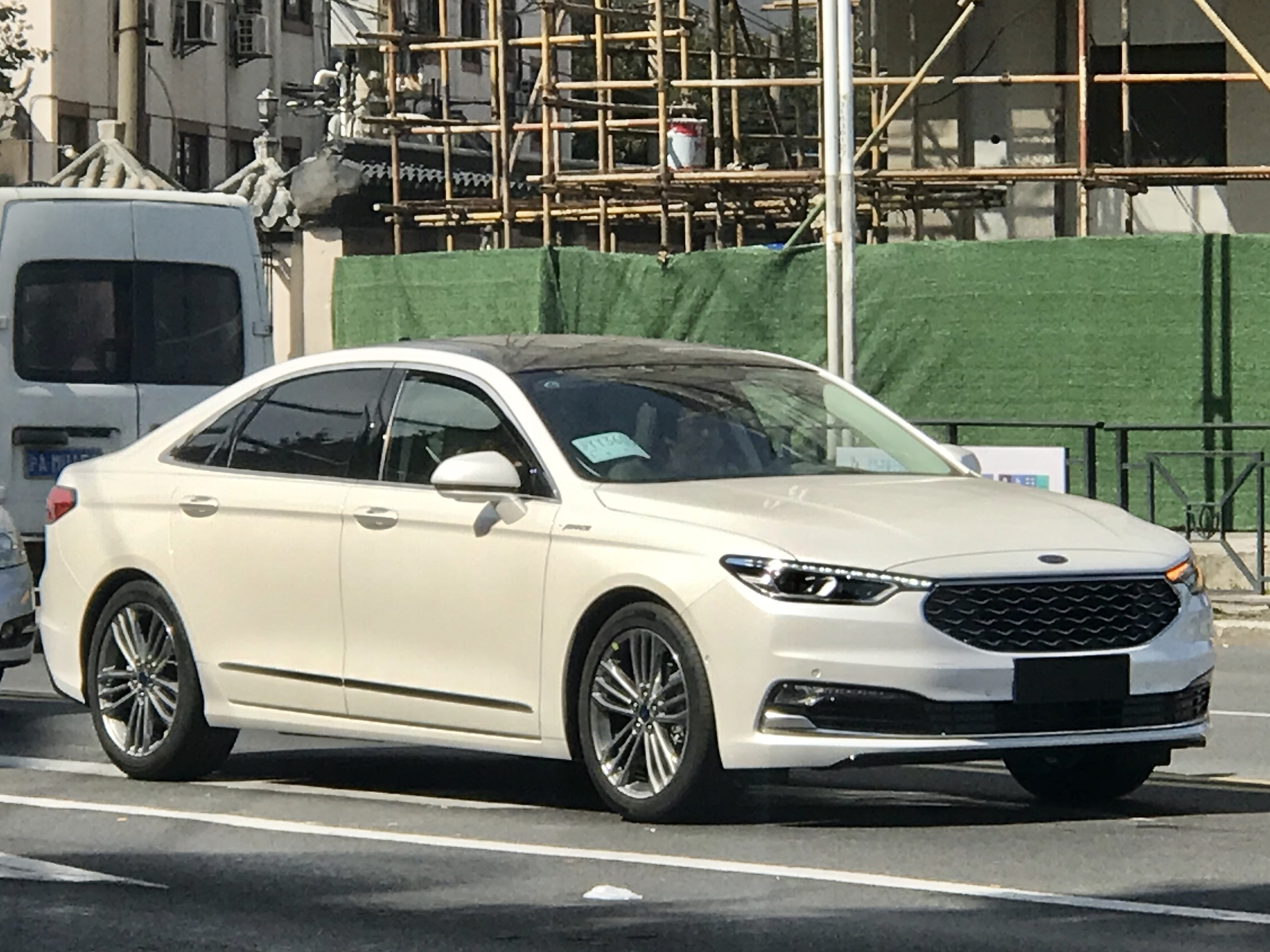
فورد تاروس وی‌آی‌آی فیس‌لیفت (جلو)
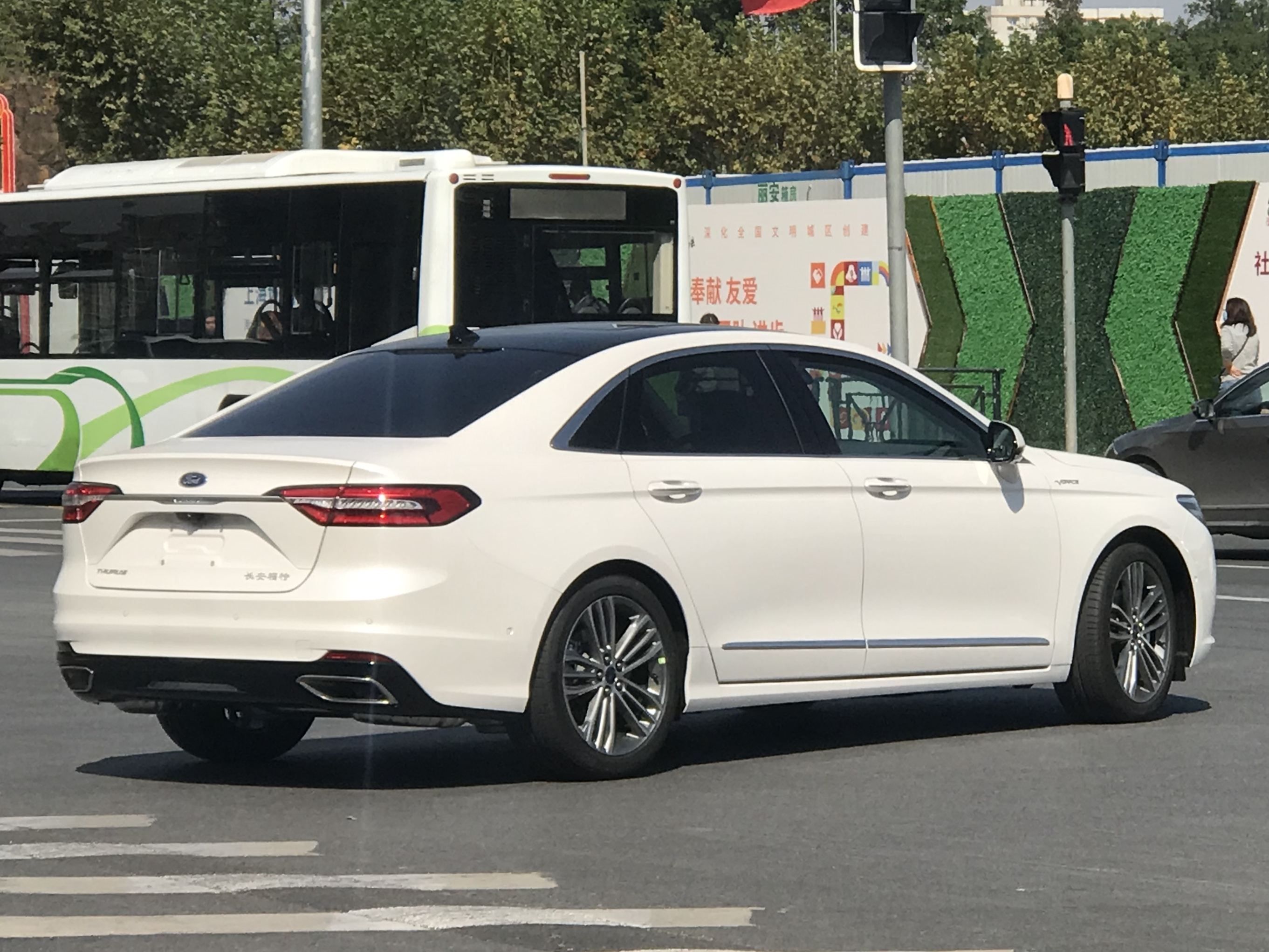
فورد تاروس وی‌آی‌آی فیس‌لیفت (عقب)